# Electric Boogie
Electric Boogie är en amerikansk dans med robotliknande rörelser. Den utförs i grupp, där rörelsen överförs via handkontakt mellan dansarna, eller solo som komplement till breakdance.